# 유덕 (1956년)
유덕(兪德, 1956년 11월 8일 ~ )은 대한민국의 전 필드하키 선수이자 현 지도자이다.

## 학력
- 청주대학교 졸업

## 지도자 경력
- 2008년 하계 올림픽 여자 하키 국가대표팀 감독
- 아산시청 하키팀 감독